# Pseudoceramaster hunti
Pseudoceramaster hunti är en sjöstjärneart som beskrevs av McKnight 1993. Pseudoceramaster hunti ingår i släktet Pseudoceramaster och familjen ledsjöstjärnor.
Artens utbredningsområde är havet kring Nya Zeeland. Inga underarter finns listade i Catalogue of Life.